# 파라테티스해

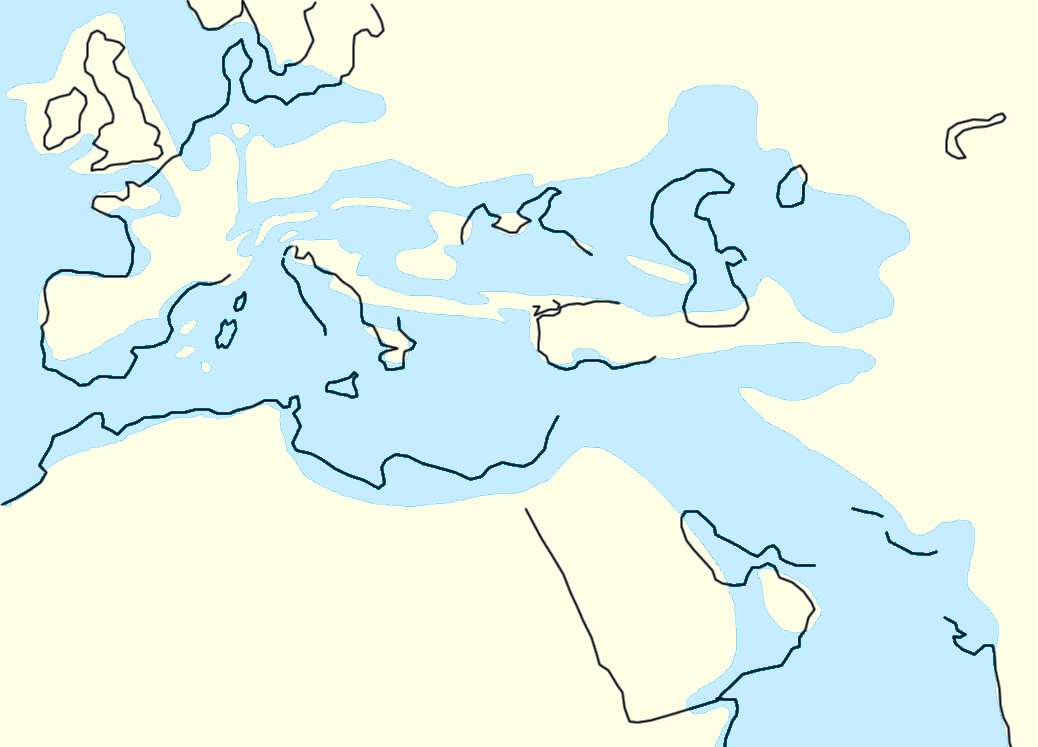
올리고세 루펠절 시대의 파라테티스해의 해안선

파라테티스해는 중앙유럽에 위치한 알프스산맥의 북쪽, 중앙아시아에 위치한 아랄해에 존재했던 고대의 바다이다.
쥐라기 후기에 테티스해에서 분리되면서 형성되었으며 테티스해를 사이에 두고 서로 떨어져 있었다. 올리고세와 마이오세 사이에 소멸되었는데 알프스산맥, 카르파티아산맥, 디나르알프스산맥, 토로스산맥, 엘부르즈산맥을 형성하게 된다. 파라테티스해의 해역은 시간이 지나면서 지중해, 인도양, 흑해, 카스피해, 아랄해, 우르미아호 등을 형성했다.